# SN 2008ib
SN 2008ib – supernowa odkryta 2 grudnia 2008 roku w galaktyce E323-G25. W momencie odkrycia miała maksymalną jasność 15,80m.